# 农业生产互助组
农业生产互助组是主要在中華人民共和國三大改造時期該國農村開展的帶有公有化色彩的組織。農民加入該組織後可以集體勞動，共享牲畜和農具，互助組內有簡單的生產計劃和分工。不過農民土地和牲畜以及農具依舊私有，收穫也直接歸私人所有，不通過互助組來分配。互助组在中華人民共和國建國前中國共產黨實際控制區內就實行過。截至1954年，全國58.3%的農戶參加互助組。